# Űrgammák
Az Űrgammák egy, a Magyar Televízión vetített, 160 részes magyar ifjúsági sci-fi sorozat volt 1995 és 1998 között.

## Szándéka
Az eredetileg a korabeli Nemzeti Alaptantervre alapozott oktató sorozat kifejezett célja volt a természettudományok iránti érdeklődés felkeltése. A sorozat köré indulása után klubot, majd ifjúsági egyesületet (Xénia Láz Egyesület) szerveztek 76 ezres tagsággal (a toborzást egyebek mellett az iskoláknak juttatott pénzzel ösztönözték) és olyan akciókkal, mint „Javíts egy jegyet!” és „Válaszd meg az év tanárát!”.

## Cselekmény
A Haldor-01 űrhajó legénysége Dexter parancsnok és Sziniszter kivételével elesett a galaktikus csatában. Orsit, Jucit, Csillát, Patrikot, Ákost és Jocót elrabolják Budapestről – velük pótolják a hajó legénységét.
Részletesebben: Jocó és Patrik egy játékteremből kerül a hajóra a videójátékon keresztül, melyben ők – egyelőre – egyszerű játékosokként vívják a kozmikus ütközetet a drakvúfok ellen. Az átsugárzási műveletet titokban Xénia dadája, Polla hajtja végre egy idős nő alakját öltve (Dexterék tudta nélkül).
A második műveletet Dexterék végzik: miután a Haldor-01 a Föld vonzáskörébe került (és energia hiányában nem tudja elhagyni az orbitális pályát), kihasználják az alkalmat és meggyőződnek a bolygót lakó emberek használhatóságáról. Véletlenszerű választásuk éppen a négy iskolásra (Juci, Ákos, Orsi és Csilla) esett. Ők ezalatt éppen egy garázsban tartózkodnak, így a helyiséggel együtt transzportálják át őket.
A földi gyerekek a hosszú küldetés alatt iskolában szerzett tudásukkal (matematika, fizika, kémia, és biológia) segítik a két földönkívüli űrgammát.

### A szent küldetés
A jövendölések szerint egyszer eljő a mindenség úrnője, aki elhozza a békét az egész Univerzumra. A szinek és a dexek, valamint a xentiek (kik között később megszületett az Univerzum úrnője, Xénia) valaha egy nemzetség voltak, ám egy katasztrófa folytán elszigetelődtek egymástól és mindkét nép másként fejlődött, s a Gamma csillag két, egymással szomszédos bolygóján telepedtek meg, a Dextán és a Szinexen. A xenti nemzetséggel elvesztették a kapcsolatot.
Miután a galaxisban megjelentek a drakvúfok, lassan elérték a Gamma naprendszert is és ostrom alá vették a két bolygót. A két nép bölcsei végső elhatározásra jutottak: menekülni kell. A dexek és színek eredetéről szóló tanításokat két, kivételesen erős (de nem elpusztíthatatlan) burkolattal körbevett urnában, kódolva tárolták el. A hiedelem szerint csak ezek segítségével lehet egyértelműen felismerni Xéniát, a valódi uralkodónőt. A küldetés sikerétől a két nép civilizációjának léte függ.

## Szereplők
| Szerep             | Színész                       |
| ------------------ | ----------------------------- |
| Dexter             | Sörös Sándor                  |
| Sziniszter         | Szombathy Gyula               |
| Kancellár (Aliz)   | Szulák Andrea                 |
| Artúr (Kiborg)     | Zágoni Zsolt                  |
| Polla              | Tábori Nóra Nyertes Zsuzsa    |
| Schultz (hangja)   | Haumann Péter Szokol Péter    |
| Szilvi             | Szabó Szilvia                 |
| Titi               | Géczy Bojtár Attila           |
| Roar tudós         | Bárkány Miklós                |
| Xeon tudós         | Benedek Gyula                 |
| Orsi zolg          | Horváth Anikó                 |
| Juci zolg          | Szabó Ildikó Leila            |
| Csilla zolg        | Eördögh Alexa Berényi Linda   |
| Patrik zolg        | Hetényi Zoltán                |
| Ákos zolg          | Monoki Dávid                  |
| Jocó zolg          | Felvári György                |
| Timi               | Mihály Edina                  |
| Viktor             | Piukovics Gábor               |
| Miki               | Grátz Márk                    |
| Erik               | Kiss Bence                    |
| Játékautomata hang | Elekes Pál                    |
| Xénia              | Nagy Dorottya Kovács Brigitta |

## Zenei CD
A sorozattal egy időben, 1996-ban megjelent egy zenei album is, amelyen a szereplők énekelnek.
A Xénia láz CD-n található dalok:
1. Xénia Láz – Szulák Andrea
2. Ha jó, ha nem – Űrgammák gyermek szereplői.
3. Várnak a Csillagok – Eördögh Alexa
4. Xénia (Náksi és Előd remix) – Szulák Andrea
5. Tiltott Szerelem – Eördögh Alexa, Császár Előd duettje
6. Jégszív – Szulák Andrea
7. Szerelemdallam – FLM (Császár Előd egykori zenekara)
8. Ne aggódj, amíg engem látsz – Felvári György
9. Rómeó – Ámokfutók
10. A Főnök én vagyok! – Szulák Andrea, Haumann Péter
11. Xénia hív – Nagy Dorottya
12. Tiéd a holnap (A Budapest Sportcsarnokban adott koncert zárószáma)

## Fogadtatás és közösségszervezés
A sorozatot főleg hiteltelensége, bárgyúsága, a szerény fantázia és kreativitás, továbbá a termékelhelyezések miatt érte kritika. Hozzá kapcsolódva alapították 1996 áprilisában a később 76 ezer tagot is számláló Xénia Láz Egyesületet, Czégé Zsuzsa producer és Schmuck Andor, akkori MSZP-s politikus vezetésével. Először klubként indult, majd a tagok gyarapodásával egyesület lett és sorozat marketingjébe is bevonták. Az egyesület (más néven Xénia Láz mozgalom) végül 1998 januárjában szűnt meg. A baloldali kötődésű szervezet a tanulók körében végzett adatgyűjtés miatt – amely érzékeny adatokra, például politikai kötődés, vagyoni helyzet stb. is kiterjedt – botrányba keveredett. Az 1998-as választás után a sorozat véget ért, a mozgalom elsorvadt, az egyesületet az úttörőszövetségbe olvasztották.
A Xénia Láz egyesület elnöke az Űrgammák producere, Czégé Zsuzsa volt. Az egyesületnek volt egy tanácsa is, elnöke Schmuck Andor volt.

## Nosztalgiafórumok és klubok
- Rajongói fórum a Prohardver.hu-n
- Rajongói klub (és multimédiás fórum) a Facebook.com-on
- az Sgforum.hu-n